# Campeonato Mineiro 1922
In 1922 werd het achtste Campeonato Mineiro gespeeld voor voetbalclubs uit de Braziliaanse stad Belo Horizonte, hoofdstad van de staat Minas Gerais. De competitie werd gespeeld van 9 april tot 5 november en werd georganiseerd door de Liga Mineira de Desportos Terrestres, officieel heette het kampioenschap toen nog Campeonato da Cidade de Belo Horizonte. América werd kampioen.

## Eindstand
| Plaats | Club             | Wed. | W | G | V | Saldo | Ptn. |
| ------ | ---------------- | ---- | - | - | - | ----- | ---- |
| 1.     | América          | 12   | 8 | 2 | 2 | 35:13 | 18   |
| 2.     | Palestra Itália  | 12   | 7 | 4 | 1 | 20:12 | 18   |
| 3.     | Yale Athletic    | 10   | 4 | 3 | 3 | 13:9  | 11   |
| 4.     | Atlético         | 11   | 4 | 3 | 4 | 25:20 | 11   |
| 5.     | Luzitano         | 10   | 3 | 3 | 4 | 10:17 | 9    |
| 6.     | Sete de Setembro | 11   | 2 | 4 | 5 | 20:21 | 8    |
| 7.     | Progresso        | 10   | 0 | 1 | 9 | 4:35  | 1    |

|  | Finale om de titel |

## Finale
|                   |         |       |                 |  |
| 5 november Finale | América | 2 – 1 | Palestra Itália |  |
| 5 november Finale |         |       |                 |  |

## Kampioen
| Campeonato Mineiro de 1922 |
| -------------------------- |
| América 7º Titel           |